# Hongyanchi Shuiku
Hongyanchi Shuiku (kinesiska: 红雁池水库) är en reservoar i Kina. Den ligger i den autonoma regionen Xinjiang, i den nordvästra delen av landet, nära eller i regionhuvudstaden Ürümqi. Hongyanchi Shuiku ligger 996 meter över havet. Arean är 2,6 kvadratkilometer. Trakten runt Hongyanchi Shuiku består i huvudsak av gräsmarker. Den sträcker sig 1,9 kilometer i nord-sydlig riktning, och 2,3 kilometer i öst-västlig riktning.
Genomsnittlig årsnederbörd är 314 millimeter. Den regnigaste månaden är april, med i genomsnitt 46 mm nederbörd, och den torraste är januari, med 10 mm nederbörd.